# Saxifraga taylori
Saxifraga taylori är en stenbräckeväxtart som beskrevs av James Jim Alexander Calder och Savile. Saxifraga taylori ingår i Bräckesläktet som ingår i familjen stenbräckeväxter. Inga underarter finns listade i Catalogue of Life.